# Cuthona claviformis
Cuthona claviformis is een slakkensoort uit de familie van de Cuthonidae. De wetenschappelijke naam van de soort is voor het eerst geldig gepubliceerd in 1974 door Vicente.